# Festival d'échecs de Copenhague
Le Festival d'échecs de Copenhague est un tournoi d'échecs qui a lieu chaque année depuis 1979, habituellement pendant l'été à Copenhague et ses environs. 
Jusqu'en 2015, le tournoi principal était appelé la Coupe Politiken (Politiken Cup) et sponsorisé par le quotidien de Copenhague Politiken. Depuis 2016, l'open est sponsorisé par l'entreprise de télécommunication danoise Xtracon.
Parmi les joueurs importants qui ont participé au tournoi figurent les champions du monde Vassily Smyslov (deux fois vainqueur) et Magnus Carlsen avec deux participations à ses débuts : en 2003 (7e-16e à douze ans) et  en 2004 (4e-13e à treize ans), ainsi que les finalistes du championnat du monde Viktor Kortchnoï (vainqueur en 1996), Nigel Short (vainqueur en 2006) et Jan Timman (deuxième en 2013).

## Multiples vainqueurs
4 victoires
- Nick de Firmian (en 1984, 2001, 2004 et 2007)

4 premières places ex æquo
- Jonny Hector (en 2000, 2006, 2008 et 2012)

1 victoire et deux premières places ex æquo
- Tiger Hillarp Persson (en 1998, 1999 et 2015)
- Jon Ludvig Hammer (en 2015, 2016 et 2018)

2 victoires
- Carsten Høi (en 1979 et 1997)
- Vassily Smyslov (en 1980 et 1986)
- Tom Wedberg (en 1981 et 1982)
- Aleksander Sznapik (en 1984 et 1989)
- John Emms (en 1992 et 1993)
- Lars Bo Hansen (en 1995 et 2000)
- Lars Schandorff (en 1997 et 1998)
- Sergei Tiviakov (en 2002 et 2008)
- Parimarjan Negi (en 2009 et 2013)

2 premières places ex æquo
- Peter Heine Nielsen (en 2001 et 2008)
- Vladimir Malakhov (en 2007 et 2008)

## Palmarès de la coupe Politiken de 1979 à 2006
| Édition Année | Édition Année | Vainqueur(s)                                                                           | Points   | Notes                                                                                                | Lieu de la compétition |
| ------------- | ------------- | -------------------------------------------------------------------------------------- | -------- | --- | ---------------------- |
| 1             | 1979          | Carsten Høi                                                                            | 7,5 / 10 | 22 joueurs 2e : Bednarski, Bandum, Wicker (6,5)                                                      | Brøndby                |
| 2             | 1980          | Vassily Smyslov Adrian Mikhaltchichine                                                 | 7,5 / 10 | 50 joueurs                                                                                           | Brøndby                |
| 3             | 1981          | Petar Velikov Tom Wedberg Shaun Taulbut                                                | 7,5 / 10 | 64 joueurs                                                                                           | Brøndby                |
| 4             | 1982          | Tom Wedberg                                                                            | 7,5 / 10 | 64 joueurs                                                                                           | Brøndby                |
| 5             | 1983          | István Csom, Sergey Kudrin                                                             | 5,5 / 9  | 10 joueurs Tournoi toutes rondes                                                                     | Brøndby                |
| 6             | 1984          | Nick de Firmian, Aleksander Sznapik                                                    | 7,5 / 10 | 58 joueurs                                                                                           | Brøndby                |
| 7             | 1985          | Karel Mokrý                                                                            | 7,5 / 10 | 60 joueurs                                                                                           | Brøndby                |
| 8             | 1986          | Vassily Smyslov Aleksandr Tchernine Ievgueni Pigoussov Laszlo Cserna                   | 7 / 10   | 46 joueurs                                                                                           | Brøndby                |
| 9             | 1987          | Bjørn Brinck-Claussen                                                                  | 7,5 / 10 | 48 joueurs                                                                                           | Copenhague             |
| 10            | 1988          | Rafael Vaganian                                                                        | 8 / 10   | 60 joueurs                                                                                           | Copenhague             |
| 11            | 1989          | Lars Karlsson, Aleksander Sznapik, Jens Kristiansen                                    | 7,5 / 10 | 90 joueurs                                                                                           | Copenhague             |
| 12            | 1990          | Konstantin Lerner                                                                      | 7,5 / 10 | 76 joueurs                                                                                           | Copenhague             |
| 13            | 1991          | Iouri Dokhoïan, Iouri Piskov                                                           | 8 / 10   | | Rødovre                |
| 14            | 1992          | Sergueï Smaguine Matthew Sadler John Emms Avigdor Bykhovsky                            | 7,5 / 10 | | Rødovre                |
| 15            | 1993          | Igor Khenkin John Emms Henrik Danielsen                                                | 7,5 / 10 | | Rødovre                |
| 16            | 1994          | Valeri Neverov, Mikhaïl Brodski                                                        | 7,5 / 10 | | Rødovre                |
| 17            | 1995          | Lars Bo Hansen                                                                         | 8 / 10   | 2e : Igor Glek (7,5 / 10)                                                                            | Brøndby                |
| 18            | 1996          | Viktor Kortchnoï                                                                       | 8,5 / 11 | Deuxièmes ex æquo (8 / 11) : Goulko, Speelman, Liss, C. Hansen, J. Hodgson, T. Hillarp Persson       | Brøndby                |
| 19            | 1997          | Helgi Grétarsson Carsten Høi Erling Mortensen Lars Schandorff                          | 8,5 / 11 | | Copenhague             |
| 20            | 1998          | Hannes Stefánsson (au départage)                                                       | 8,5 / 11 | Deuxièmes ex æquo (8,5 / 11) : Daniel Gormally, Tiger Hillarp Persson Lars Schandorff, Nikolaj Borge | Copenhague             |
| 21            | 1999          | Alexander Baburin Tiger Hillarp Persson                                                | 8,5 / 11 | | Copenhague             |
| 22            | 2000          | Boris Goulko, Lars Bo Hansen Jonny Hector                                              | 8,5 / 11 | | Copenhague             |
| 23            | 2001          | Mikhaïl Gourevitch Aleksandr Roustemov Peter Heine Nielsen Lev Psakhis Nick de Firmian | 8,5 / 11 | | Copenhague             |
| 24            | 2002          | Sergei Tiviakov, Aleksandr Beliavski Rubén Felgaer                                     | 8,5 / 11 | | Copenhague             |
| 25            | 2003          | Krishnan Sasikiran                                                                     | 9 / 11   | Carlsen finit 7e ex æquo à douze ans.                                                                | Copenhague             |
| 26            | 2004          | Darmen Sadvakassov Leif Johannessen Nick de Firmian                                    | 8 / 10   | Carlsen finit 4e ex æquo à treize ans.                                                               | Høje-Taastrup          |
| 27            | 2005          | Konstantin Sakaïev                                                                     | 8 / 10   | 12 joueurs finissent avec 7,5 point. 2e : Kortchnoï ; 3e : Chomoïev                                  | Høje-Taastrup          |
| 28            | 2006          | Vadim Malakhatko (au départage)                                                        | 7,5 / 9  | Deuxièmes ex æquo (7,5 / 9) : Nigel Short, Jonny Hector                                              | Høje-Taastrup          |

## Palmarès de la coupe Politiken de 2007 à 2015
Depuis 2007, le tournoi a lieu à Elseneur (Helsingør en danois).
| Édition Année | Édition Année | Vainqueur(s)                    | Points   | Notes | Lieu de la compétition |
| ------------- | ------------- | ------------------------------- | -------- | --- | ---------------------- |
| 29            | 2007          | Michal Krasenkow (au départage) | 8 / 10   | Deuxièmes ex æquo (8 / 10) : Gabriel Sargissian, Emanuel Berg Nick de Firmian, Vladimir Malakhov                                                                                            | Elseneur               |
| 30            | 2008          | Sergei Tiviakov (au départage)  | 8 / 10   | Deuxièmes ex æquo (8 / 10) : Vladimir Malakhov, Youriï Kouzoubov Peter Heine Nielsen Boris Savtchenko, Jonny Hector                                                                         | Elseneur               |
| 31            | 2009          | Parimarjan Negi, Boris Avroukh  | 8,5 / 10 | | Elseneur               |
| 32            | 2010          | Pavel Eljanov                   | 8,5 / 10 | | Elseneur               |
| 33            | 2011          | Igor Kournossov                 | 8,5 / 10 | | Elseneur               |
| 34            | 2012          | Ivan Chéparinov (au départage)  | 8 / 10   | Deuxièmes ex æquo (8 / 10) : Ivan Sokolov, Jonny Hector | Elseneur               |
| 35            | 2013          | Parimarjan Negi                 | 9 / 10   | Deuxièmes (8 / 10) : Ivan Chéparinov, Romain Édouard, Sébastien Mazé, Sune Berg Hansen, Jan Timman, Sabino Brunello Robin van Kampen                                                        | Elseneur               |
| 36            | 2014          | Bu Xiangzhi                     | 9 / 10   | Deuxièmes (8 / 10) : Gawain Jones, Maksim Matlakov Maxim Rodshtein, Parimarjan Negi | Elseneur               |
| 37            | 2015          | Markus Ragger (au départage)    | 8 / 10   | Deuxièmes ex æquo (8 / 10) : Liviu-Dieter Nisipeanu Jon Ludvig Hammer, Laurent Fressinet Tiger Hillarp Persson Samuel Shankland Sébastien Mazé, Mihail Marin Sune Berg Hansen, Vitaly Kunin | Elseneur               |

## Palmarès de l'open Xtracon depuis 2016
| Édition Année | Édition Année | Vainqueur(s)                     | Points   | Notes | Lieu de la compétition |
| ------------- | ------------- | -------------------------------- | -------- | --- | ---------------------- |
| 38            | 2016          | Matthias Blübaum (au départage)  | 8 / 10   | Premier tournoi Xtracon Deuxièmes ex æquo (8 / 10) : Alexeï Chirov Bassem Amin, Jonathan Carlstedt Mihail Marin, Jon Ludvig Hammer Jean-Marc Degraeve | Elseneur               |
| 39            | 2017          | Baadur Jobava                    | 8,5 / 10 | Deuxièmes (8 / 10) : Krishnan Sasikiran Marin Bosiočić, Nikita Vitiougov S. L. Narayanan, Nigel Short, Ivan Saric, Andreï Kvon Mads Andersen          | Elseneur               |
| 40            | 2018          | Jon Ludwig Hammer (au départage) | 8,5 / 10 | Deuxième ex æquo (8,5 / 10) : Dmitri Andreïkine | Elseneur               |
| 41            | 2019          | Rameshbabu Praggnanandhaa        | 8,5 / 10 | Deuxièmes (8 / 10) : Aryan Tari, Gabriel Sargissian Evgeny Postny, Samuel Sevian Allan Stig Rasmussen                                                 | Elseneur               |